# Испытательный полигон Рейгана

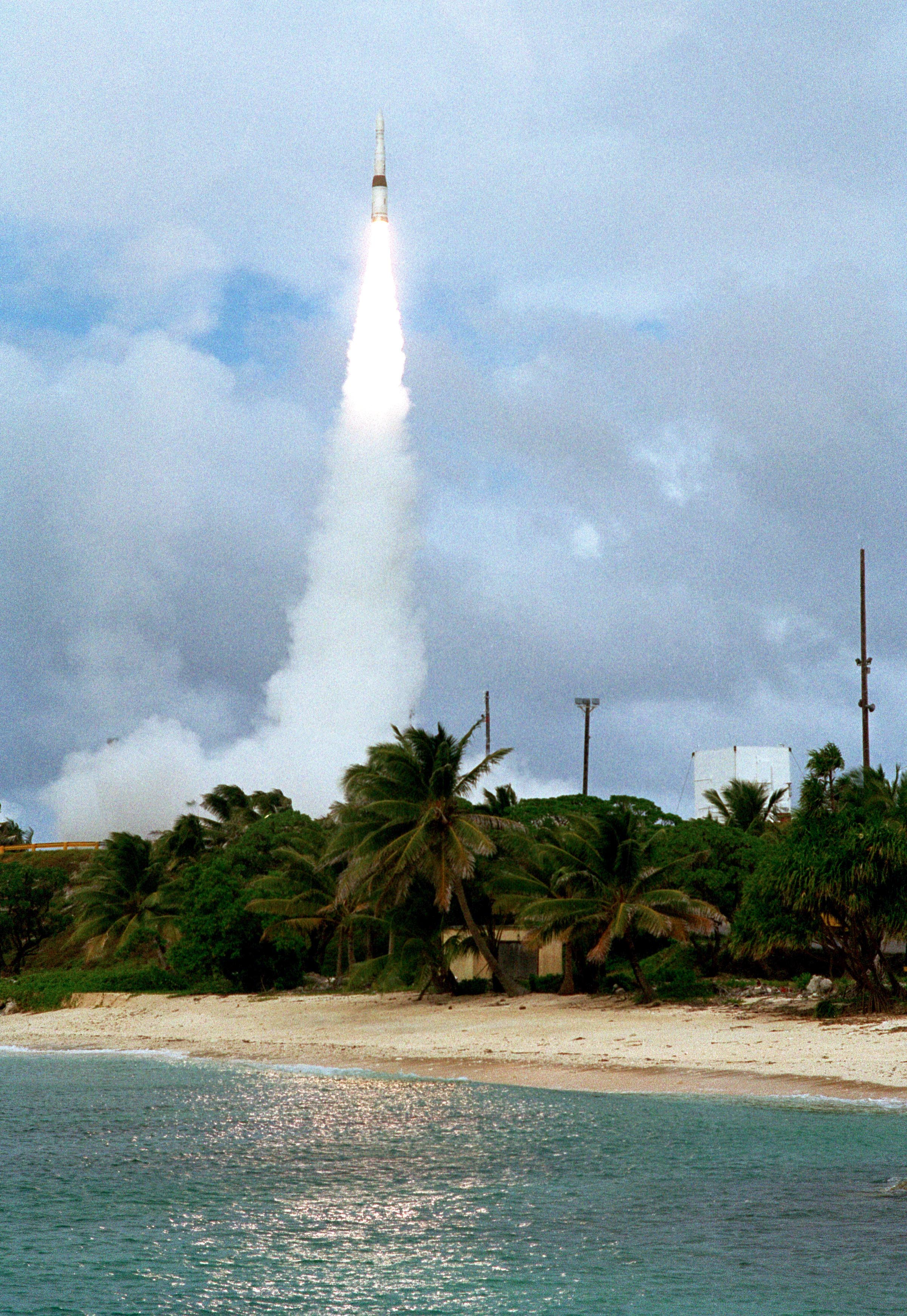
Старт ракеты с острова Мек 3 декабря 2001 года

Испытательный полигон Рейгана (англ. Ronald Reagan Ballistic Missile Defense Test Site, Reagan Test Site) — база для программ ПРО и космических исследований.
Находится в Тихом океане. Он охватывает около 750000 квадратных миль и включает в себя площадки для запусков на атолле Кваджелейн и острове Уэйк. Центр управления полётами расположен на атолле Кваджелейн в Маршалловых островах.
Существует с 1959 года. В 1999 году назван в честь бывшего президента США Рональда Рейгана.

## Falcon 1

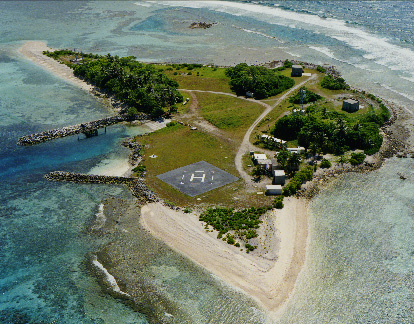
Остров Омелек

С 2004 года на острове Омелек, входящем в состав полигона, находится стартовая площадка для ракеты-носителя Falcon 1, созданной компанией SpaceX, откуда было предпринято пять попыток орбитального запуска. Первые три: в 2006, 2007, 2008 году закончились неудачно, четвёртая ракета 28 сентября 2008 года вывела на орбиту массо-габаритный макет спутника. Пятый запуск Falcon 1, запланированный на 20 апреля 2009 года, был перенесён из-за проблем с совместимостью ракеты и спутника RazakSat и успешно произведён 13 июля 2009 года. Это был последний запуск Falcon 1; в дальнейшем начато использование следующих ракет семейства «Falcon», запускаемых с других космодромов.
Основная часть испытательного полигона Рейгана расположена на острове Рой-Намюр в северной части атолла Кваджалейн.